# Sitges de la plaça del Sitjar a Vilagrassa
Les sitges de la plaça del Sitjar són set sitges de Vilagrassa (Urgell), incloses a l'Inventari  del Patrimoni Arqueològic i Paleontològic de Catalunya.
Les sitges són de secció troncocònica. Els aspectes que presenten més variabilitat són la tipologia de l'obertura, la qual en algunes és de morfologia quadrada i en altres circular, i la seva capacitat, que oscil·la entre els 365 litres (SJ-7) i els 1000 litres (SJ-1).

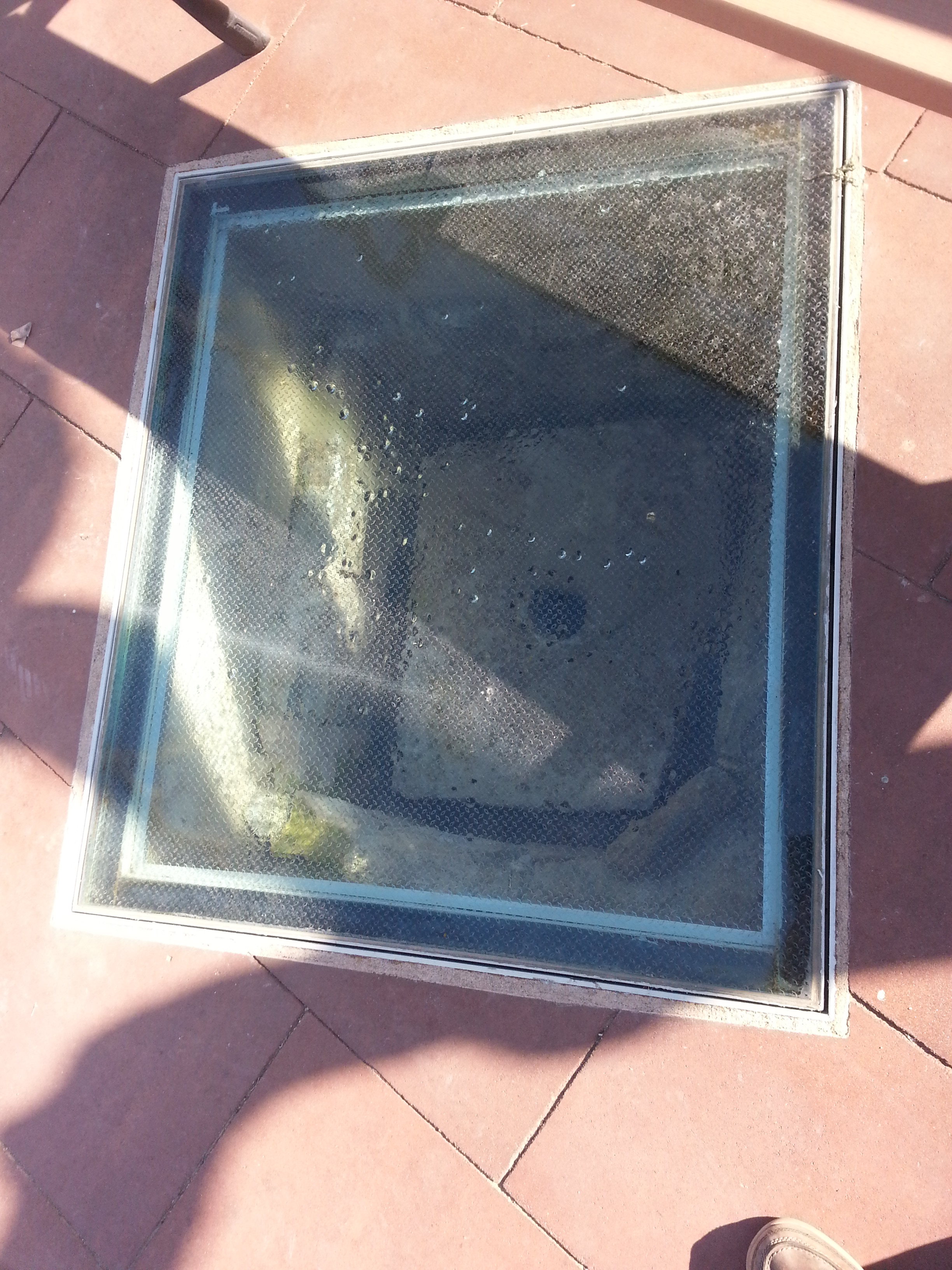
Sitja numero 6 de la plaça del Sitjar

Les sitges pertanyien al monestir de Sant Francesc, construït el segle xvii i enderrocat el XIX arran de les desamortitzacions.
Les seves estructures, de diferents mides i secció troncocònica van ser excavades entre el 2 i el 9 de maig de 2014 amb ocasió dels treballs de reforma i millora de la plaça. Arran de l'execució del projecte de Recuperació del patrimoni rural i cultural: "fira de l'ametlla" millora i reforma de la plaça del Sitjar i adequació de la sala del local social, projecte inclòs en el programa d'ajuts europeus Leader com a iniciativa de promoció turística, l'Ajuntament de Vilagrassa va promoure la reforma integral de la plaça, projecte que va ser aprovat l'any 2013

## Imatges

Sitja numero 1
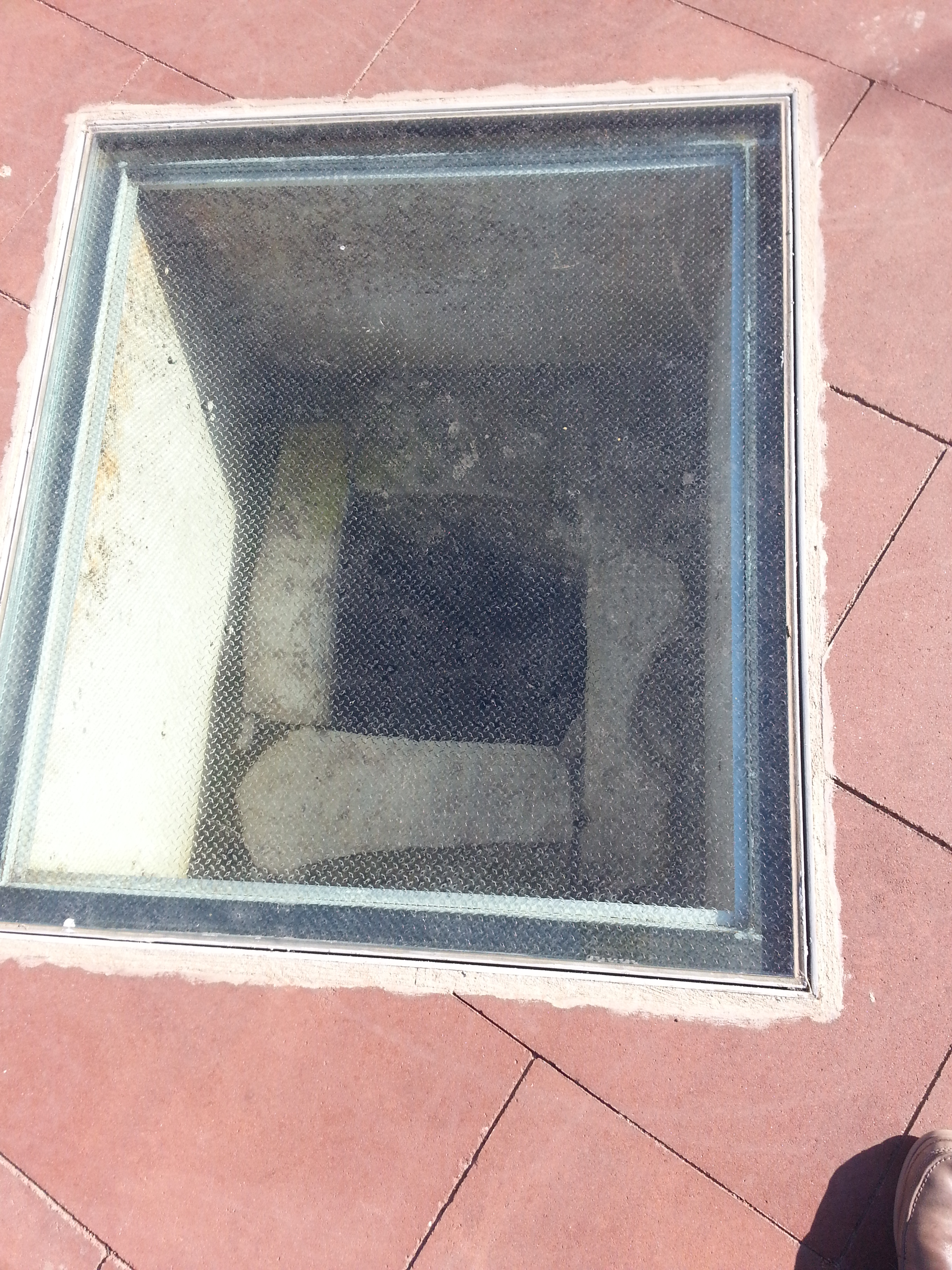
Sitja numero 2
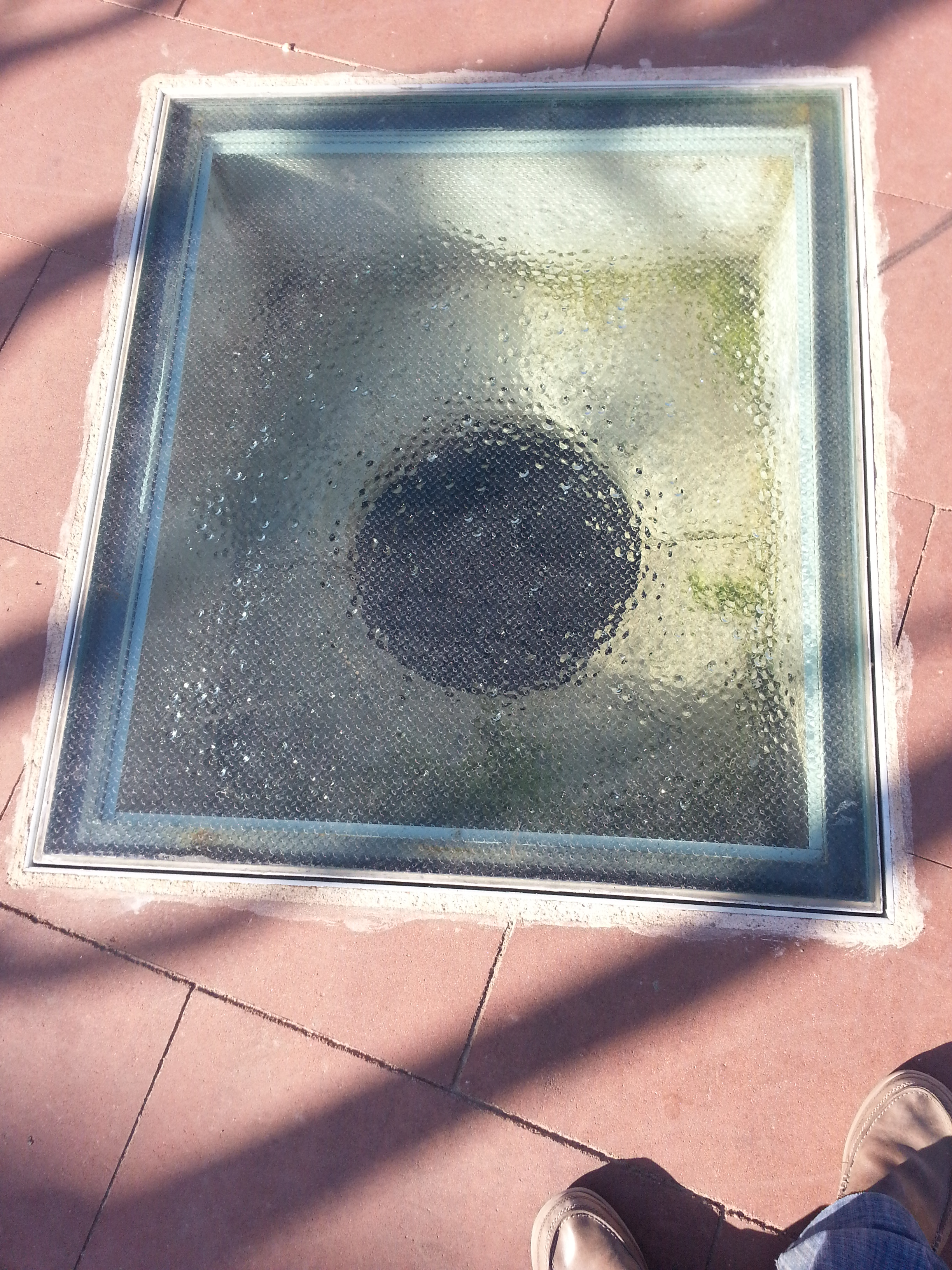
Sitja numero 3
Sitja numero 4
Sitja numero 5
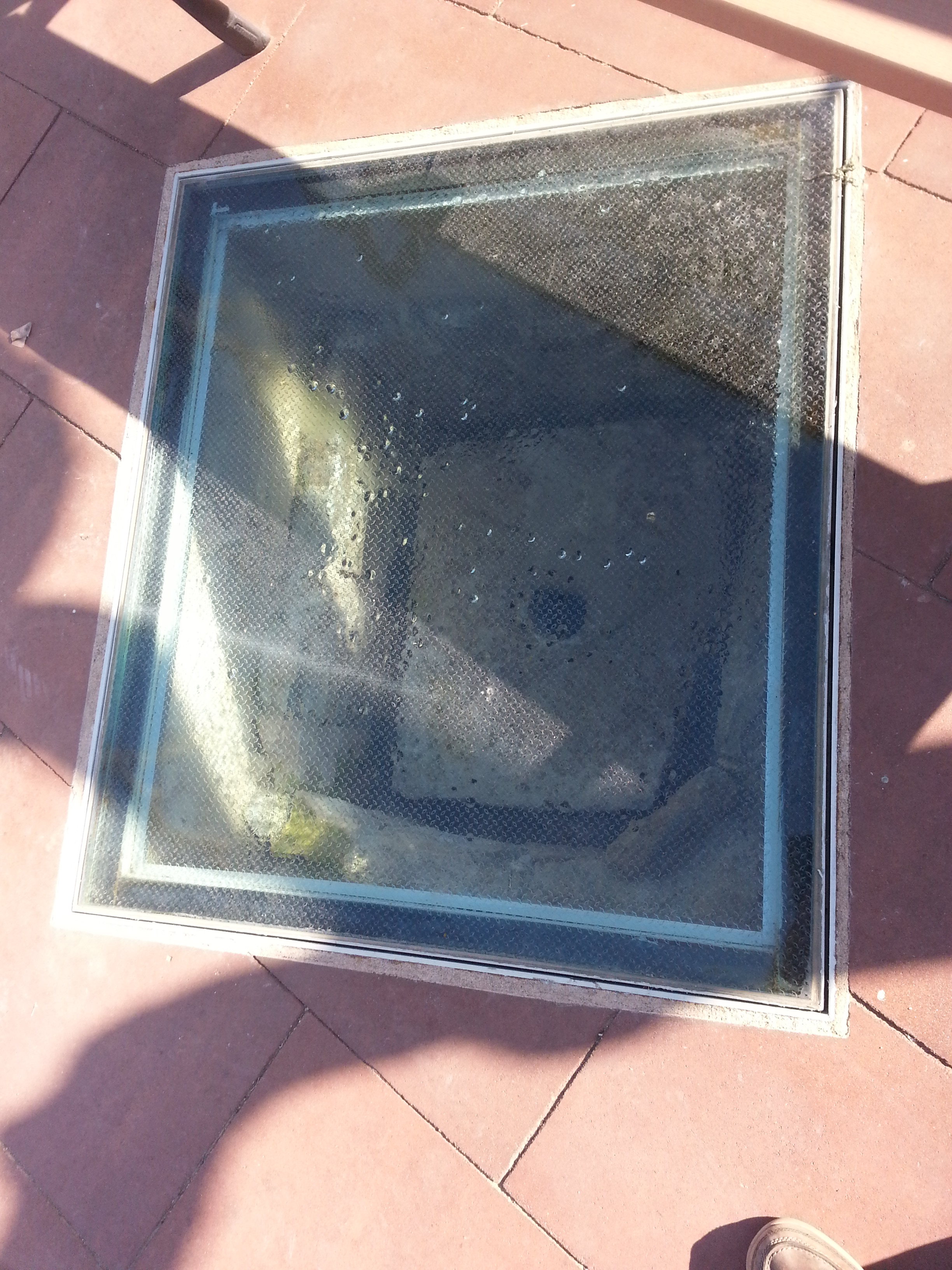
Sitja numero 6